# Calvin Coolidge
John Calvin Coolidge Jr. (Plymouth, 4 luglio 1872 – Northampton, 5 gennaio 1933) è stato un politico statunitense, 30º presidente degli Stati Uniti d'America dal 1923 al 1929.

## Biografia

### Primi anni
Calvin Coolidge nacque il 4 luglio 1872 a Plymouth, nel Vermont, da una famiglia di agricoltori: suo padre, John Calvin Coolidge Sr., era un contadino benestante che svolse anche numerosi incarichi pubblici locali (come quello di giudice di pace e di esattore fiscale), oltre a essere membro delle istituzioni del suo Stato natale; sua madre, Victoria Josephine Moore, era anch'essa di famiglia contadina e morì probabilmente di tubercolosi nel 1885, quando il figlio aveva solo 12 anni. Coolidge Sr. si sarebbe risposato nel 1891 con un'insegnante di scuola di Plymouth, morendo nel 1926, ad ottanta anni.
Da giovane, Calvin Coolidge si iscrisse al prestigioso Amherst College, in Massachusetts, laureandosi in legge; dopo la laurea, si trasferì a Northampton, nel Massachusetts, dove fece praticantato presso uno studio legale e ottenne l'abilitazione all'avvocatura nel 1897, specializzandosi negli accordi extra-giudiziali. Si sposò nel 1905 con Grace Anna Coolidge, nata Goodhue, anch'essa originaria del Vermont, nonostante l'opposizione della madre di lei; dalla coppia nacquero due figli maschi, John Coolidge e Calvin Coolidge junior, morto per infezione nel 1924 durante la campagna di elezione del padre a Presidente degli Stati Uniti d'America.

### Carriera politica
Nel 1898 entrò da repubblicano (dell'ala progressista) nella vita politica locale e successivamente statale, dove fu ripetutamente eletto vice-governatore (carica all'epoca annuale) nel 1915, nel 1916 e nel 1917; al ritiro del governatore fu eletto governatore nel 1918 e 1919. In questa veste, represse energicamente le proteste della polizia di Boston, che voleva costituire un proprio sindacato, facendo intervenire la Guardia Nazionale dello Stato per reprimere lo sciopero. Ciò gli fece guadagnare enorme popolarità tra i repubblicani conservatori.
Nel 1920 la convenzione del Partito Repubblicano (allora eletta in convenzioni statali e non in primarie) si accordò sul senatore dell'Ohio Warren Gamaliel Harding come candidato presidente. Per il candidato alla vicepresidenza i capi del partito concordavano sul senatore del Wisconsin Irvine Lenroot, ma Wallace McCamant, un delegato dell'Oregon che aveva letto "Have Faith in Massachusetts" (un famoso discorso elettorale di Coolidge), propose Coolidge, che a sorpresa ottenne la nomination.
Il 2 novembre 1920 Harding e Coolidge vinsero le elezioni conquistando ogni stato eccetto quelli del Sud. Harding lo invitò a partecipare regolarmente alle riunioni del governo, rendendo Coolidge il primo vicepresidente a farlo. Alla morte di Harding a causa di una polmonite, gli succedette il 3 agosto 1923 impegnandosi a continuarne il programma con le stesse persone.
Di conseguenza, nel suo primo messaggio al Congresso, nel dicembre del 1923, chiede l'isolamento in politica estera, maggiori tagli alle tasse e la riduzione degli aiuti al settore agricolo. Tuttavia, la politica di Coolidge si distingue da quella dei più recenti predecessori (incluso Harding) per il suo impegno rivolto a ricostruire la dignità ed il prestigio della Presidenza in un momento di decadenza e sprechi e si dimostra determinato nel preservare l'antica morale e i precetti economici anche nella prosperità fiorente che molti americani stanno conoscendo.

### Presidenza

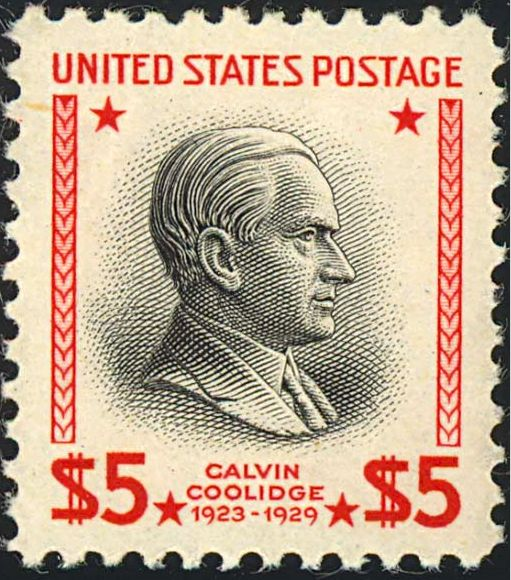
Francobollo da Cinque Dollari raffigurante il Presidente Calvin Coolidge, 1938

La popolarità del Presidente cresce rapidamente: viene candidato dalla convenzione repubblicana al primo scrutinio (al candidato democratico ne occorreranno 103) con Charles Dawes come candidato vicepresidente e nonostante la scissione del repubblicano progressista Robert M. La Follette (che gli farà perdere il Wisconsin), alle elezioni del 1924 ottiene più del 54% dei voti e conquista di nuovo tutti gli stati tranne quelli del Sud (e il Wisconsin). La campagna fu influenzata dalla morte per infezione del figlio di Coolidge.
La politica interna della presidenza Coolidge si riassume nella sua citazione: «The chief business of the American people is business», anche perché all'epoca i provvedimenti sociali cari ai repubblicani progressisti come lui erano considerati competenza degli stati. Sostenuto dal Segretario al Tesoro Andrew Mellon, durante la carica riduce le imposte ma ancor di più le spese federali, per cui il debito pubblico interno cala di due miliardi di dollari in tre anni, e pone il veto per due volte al progetto di legge per l'assistenza all'agricoltura.
In politica estera rimuove l'embargo militare verso il Messico, con cui stipula un accordo bilaterale di non aggressione, sostenendo il governo contro i ribelli, conferma la politica d'ingerenza anche militare nei piccoli stati centroamericani e caraibici e continua a rifiutare il riconoscimento dell'Unione Sovietica. Considera la vittoria repubblicana del 1920 una sconfessione della politica estera del presidente Woodrow Wilson da parte dell'elettorato, benché egli personalmente non le fosse ostile. Infatti, come alternativa, sostiene l'azione del suo segretario di stato Frank Kellogg che sfocerà nel Patto Briand-Kellogg del 1928, ratificato nel 1929. Il patto impegnava i firmatari (Stati Uniti, Gran Bretagna, Francia, Germania, Italia e Giappone) a «...rinunciare alla guerra come strumento di politica delle nazioni nelle loro relazioni reciproche». Come tale, benché non abbia impedito la seconda guerra mondiale, costituisce il fondamento del diritto internazionale dopo di essa.

### Il ritiro dalla politica e la morte
Sebbene incoraggiato dal Partito Repubblicano a ricandidarsi, non si ripresentò alle elezioni del 1928 per un terzo mandato. Il Partito Repubblicano vinse candidando Herbert Hoover, il suo Segretario al Commercio (di cui Coolidge disse: "For six years that man has given me unsolicited advice — all of it bad" [Da sei anni quell'uomo mi dà consigli non richiesti, e tutti pessimi]). Coolidge si ritirò nella sua Northampton a scrivere le memorie, pubblicate nel 1929. Essendo Hoover condannato alla sconfitta a causa della Grande depressione esplosa nell'ottobre 1929, si parlò di lui come candidato per il 1932, ma Coolidge fece sapere che non avrebbe accettato e sostenne lealmente la campagna per la rielezione di Hoover, che perse contro Franklin Delano Roosevelt.
Due mesi dopo le elezioni, il 5 gennaio 1933, morì d'infarto all'età di 60 anni. La sua salma venne inumata presso il Plymouth Notch Cemetery della sua città.
Coolidge era noto per la sua grande introversione. Era poco espansivo, a tal punto che venne soprannominato «il silenzioso Cal» (Silent Cal). Si racconta che una sera ad una cena una donna che gli era seduta accanto, dopo aver fatto notare quanto il presidente fosse silenzioso gli disse: «ho scommesso con un amico che sarei riuscita a farle dire almeno tre parole». Coolidge rispose: «hai perso!» (You lose!).